# Jules Conus
Jules Eduardovitch Conus (Юлий Эдуа́рдович Коню́с), né le 18 janvier 1869 à Moscou (Empire russe) et mort le 3 décembre 1942 à Melenki en République socialiste fédérative soviétique de Russie, est un violoniste, compositeur et professeur de musique russe. Il est le fils d'Édouard Conus, musicien, et le frère des compositeurs Léon et Georges Conus.

## Biographie
Jules Conus naît en 1869 dans la famille du musicien Édouard Conus (1827-1902), dont le père, Constantin, est un Français de Lorraine venu s'installer en Russie au début du XIXe siècle. Du fait de cette origine française, la famille est baptisée dans la confession catholique et conserve sa nationalité française (jusqu'à la fin de sa vie pour Jules). Il étudie au conservatoire impérial de Moscou dans la classe de violon auprès de Jan Hřímalý, Anton Arenski et Sergueï Taneïev (contrepoint, fugue et composition libre). En outre, il est en rapport avec Tchaïkovski qui le prend sous son aile. C'est un ami proche de Rachmaninov. Il termine en 1888 le conservatoire avec une médaille d'or et l'année suivante, il part pour Paris où sur la recommandation de Tchaïkovski il prend des cours auprès du violoniste Joseph Massart. Il donne des concerts en soliste en France et travaille pour l'orchestre Colonne et pour l'orchestre de l'Opéra de Paris. En 1891, il part pour les États-Unis pendant deux ans travailler à l'orchestre symphonique de New York, sur le conseil encore de Tchaïkovski. Il retourne en 1893 à Moscou afin d'enseigner au conservatoire dans la classe de violon, tout en se produisant dans des concerts. Ainsi en 1894, il se produit dans la première du Trio élégiaque de Rachmaninov, avec l'auteur et Anatoli Brandoukov. En 1901, Jules Conus délaisse l'enseignement au conservatoire de Moscou et travaille à l'école de musique dramatique de Moscou, est engagé comme maître de concert au Bolchoï, forme son propre quartet et des concerts de musique de chambre, tout en se produisant en concert.
La situation étant de plus en plus difficile, il émigre au début de la guerre civile  russe en 1919 en France (avec la permission des autorités soviétiques en tant que citoyen français). Il enseigne au conservatoire russe de Paris dans la classe de violon et de théorie musicale et il travaille comme éditeur pour la maison d'édition musicale de Serge Koussevitzky, introduit la machine à graver « Lux » de sa propre invention, sur laquelle diverses maisons d'édition de Paris ont imprimé des notes, continue de composer de la musique, en particulier, sur commande d'un monastère pour lequel il reprend le traitement de mélodies grégoriennes. En 1933, il travaille pour la musique du ballet Icare, prenant pour base la transcription des Études rythmiques de son père Édouard Conus. En exil, son amitié et sa correspondance avec Rachmaninov et Medtner se poursuivent.
Jules Conus séjourne à partir de la fin de l'année 1938 chez sa nièce, la comtesse Olga Alexandrovna Khreptovitch-Bouteniova dans son château de Szczorsy, près de la ville de Novogroudok (Nowogródek), alors en Pologne,. Après l'arrivée en 1939 de l'Armée rouge, il est arrêté et bientôt libéré. Il part pour Moscou et enseigne à l'institut pédagogique musical central par correspondance et compose énormément, surtout des œuvres pour enfants et pendant la Grande Guerre patriotique des œuvres pour chœur et orchestre. Il est membre de l'Union des compositeurs d'URSS. Il meurt le 3 décembre 1942 en pleine guerre chez sa sœur Olga qui demeurait dans l'oblast de Vladimir.

## Œuvres
Jules Conus est l'auteur d'un concerto pour violons avec orchestre (1896), d'un concerto pour violons et quartet d'instruments à vent (Moscou, 1942), d'œuvres de musique de chambre pour violons et de transcriptions d'œuvres de Tchaïkovski, de Chopin, etc.
Fritz Kreisler affectionnait particulièrement son concerto pour violons et orchestre qu'il joua en concert. Une recension de la revue Musical America relate une représentation de la manière suivante: « F. Kreisler... a interprété le concerto pour violon et orchestre du compositeur russe Conus avec un grand succès... Apparemment, Kreisler adore le concerto de Conus et le joue avec un amour particulier. La composition regorge de mélodies fascinantes et exige une technique brillante de la part de l'interprète. ».
Selon le critique Piotr Pospelov, le concerto pour violon et orchestre est « un poème en un mouvement, plein de sentiments, de nuances, de pressentiments dramatiques du XXe siècle et d'une texture de violon luxueuse. Certainement inférieur à Tchaïkovski et Brahms, le Concerto de Conus est en bonne compagnie avec les concertos de Glazounov et de Sibelius - cependant, il est techniquement plus simple et, apparemment, par conséquent, quitte rarement la réservation du répertoire étudiant ». Malgré cette dernière affirmation, le concerto est toujours interprété aujourd'hui par des orchestres professionnels.

## Famille
Jules Conus épouse en premières noces Zoïa Vladimirovna Voronina, fille de la riche mécène, propriétaire terrienne et propriétaire d'entreprises Vera Ivanovna Firsanova (en premières noces Voronina; en 2ndes noces Ganetskaïa) (1862-1934); dont:
- Serge (1902-1988), pianiste et pédagogue, diplômé en 1922 du conservatoire de Paris, professeur de piano au conservatoire russe de Paris, s'installe en 1949 au Maroc, puis en 1959 aux États-Unis où il enseigne au conservatoire de Boston.
- Boris (1904-1988) devenu mathématicien[11] qui épouse la fille de Sergueï Rachmaninov, Tatiana (1907-1961), pianiste et pédagogue. Ils passent leur vie en France.

Il épouse en secondes noces Maria Alexandrovna Lieven dont il a deux filles, dont :
- Tatiana, épouse du diplomate italien Guido Colonna di Paliano.

## Source de la traduction
- (ru) Cet article est partiellement ou en totalité issu de l’article de Wikipédia en russe intitulé « Конюс, Юлий Эдуардович » (voir la liste des auteurs).